# Sotos Y Mejanas Del Ebro
Sotos Y Mejanas Del Ebro este o arie protejată (arie specială de conservare — SAC, sit de importanță comunitară — SCI) din Spania întinsă pe o suprafață de 1.842,69 ha, integral pe uscat.

## Localizare
Centrul sitului Sotos Y Mejanas Del Ebro este situat la coordonatele 41°42′39″N 0°58′11″W / 41.7107°N 0.969626°V.

## Înființare
Situl Sotos Y Mejanas Del Ebro a fost declarat sit de importanță comunitară în iulie 2000 pentru a proteja 8 specii de animale. Situl a fost protejat și ca arie specială de conservare în februarie 2021.

## Biodiversitate
Situată în ecoregiunea mediteraneană, aria protejată conține 7 habitate naturale: Râuri mediteraneene cu debit intermitent, cu specii de Paspalo-Agrostidion, Râuri cu maluri nămoloase cu vegetație de Chenopodion rubri p.p. și Bidention p.p., Pajiști umede mediteraneene cu ierburi înalte de Molinio-Holoschoenion, Râuri mediteraneene cu debit permanent cu specii de Paspalo-Agrostidion și galerii riverane de Salix și de Populus alba, Galerii și tufărișuri riverane sudice (Nerio-Tamaricetea și Securinegion tinctoriae), Galerii de Salix alba și de Populus alba, Râuri mediteraneene cu debit permanent și vegetație de Glaucium flavum.
La baza desemnării sitului se află mai multe specii protejate:
- mamifere (1): castor (Castor fiber)
- nevertebrate (1): Coenagrion mercuriale
- pești (4): Achondrostoma arcasii, Cobitis calderoni, Cobitis paludica, Parachondrostoma miegii
- reptile (2): țestoasa de baltă (Emys orbicularis), Mauremys leprosa

Pe lângă speciile protejate, pe teritoriul sitului au mai fost identificate 5 specii de plante, 24 de specii de păsări, 8 specii de amfibieni, 1 specie de mamifere, 1 specie de nevertebrate, 2 specii de pești.